# Belgie na Letních olympijských hrách 2008
Belgie se účastnila Letní olympiády 2008. Zastupovalo ji 94 sportovců (77 mužů a 17 žen) v 16 sportech.

## Medailisté
| Medaile | Jméno                                                           | Sport    | Soutěž                 |
| ------- | --------------------------------------------------------------- | -------- | ---------------------- |
| Zlato   | Tia Hellebautová                                                | Atletika | Ženy skok vysoký       |
| Zlato   | Olivia Borlée Kim Gevaertová Hanna Marienová Elodie Ouedraogová | Atletika | Ženy štafeta 4 × 100 m |